# 宋氏丝蛛
宋氏丝蛛（学名：Sergiolus songi）为平腹蛛科丝蛛属的动物。在中国大陆，分布于安徽等地。该物种的模式产地在安徽黄山。